# Paul Bouvy Schorenberg
Paul Bouvy Schorenberg (Pablo Bouwy de Schorrenberg) (* 1807 in Amsterdam; † 1867/68 in Barcelona) war ein holländischer Ingenieur und Geologe.
Er absolvierte ein Ingenieurstudium an der Bergbauschule in Lüttich und war Militär-Ingenieur. In der Belgischen Revolution engagierte er sich für die Trennung der Niederlande und Belgiens und wurde verbannt. 1835 kam er auf Mallorca an. Er arbeitet für einen französischen Anwalt in Palma, der in Luc Alcari eine Eisenmine betrieb, die jedoch bald in Konkurs ging. 1837/38 arbeitete er in der Grube bei Binissalem eines katalanischen Unternehmens. 1839 traf er Paul Verniere, der grade aus Brasilien zurückgekehrt war, mit dem er 1842–44 eine Kupfermine im Montseny nördlich von Barcelona betrieb. 1845 kehrte er nach Mallorca zurück und verpflichtete sich zur Bekämpfung der Malaria zur Trockenlegung des Prat de Sant Jordi am Rande Palmas und der Lagune von Alcúdia. 1847 führte er Windmühlen auf Mallorca ein. In den 1850ern entdeckte er das Kohlevorkommen von Selva. Er beschrieb die Geologie der Insel und das Erdbeben vom 15. Mai 1851. Das Buch Die Insel Mallorca von Heinrich  Alexander Pagenstecher übersetzte er ins Spanische.

## Schriften
- Ensayo de una descripcion geologica de la isla de Mallorca comparada con las islas y el litaral de la cuenca occidental del Mediterráneo; Palma 1867